# Стрітівка
Стрі́тівка — село в Україні, у Обухівському районі Київської області. Орган місцевого самоврядування — Стрітівська сільська рада. Населення становить 563 осіб (станом на 2022 рік). Відоме в Україні унікальною школою кобзарського мистецтва.

## Географія
Село Стрітівка розташоване за 27 км від районного центру. Селом протікає річка Карча. Біля села беруть початок річки Сквира та Івковитиця.

## Історія
Село відоме з початку XVIII століття, як хутір в п'яти верстах від містечка Стайки, в якому були господарські будівлі братського монастиря та невеличка церква, в якій відправляли молебень ченці.
Село описано у 1864 році в «Сказаниях о населенных местностях Киевской губернии» 
| Стритовка село в 5-ти верстах на юг от м. Стаек при вершине ручья Карчи, впадающего в Легличь. Жителей обоего пола; христиан 1786, евреев 5. |
За Похилевичем, село отримало таку назву, коли під час гайдамацького повстання проти поляків, ченець який був у церкві урочисто, з корогвами зустрів (стрів) загін гайдамаків, через що церква отримала щедрі дари від повстанців, а село від того часу зветься Стрітівкою. Очевидно, що переказ цей стосувався Коліївщини, а на чолі повстанців був отаман Микита Швачка.
Біля села збереглися залишки поселення Трипільської культури, досліджено кургани доби бронзи та скіфського часу. Тут же виявлено залишки ранньослов'янського поселення Трипільської культури та три стародавні городища.
Метричні книги, клірові відомості, сповідні розписи церкви Пресвятої Трійці с. Стрітівка XVIII ст. - Київської сот. і п., з 1781 р. Київського пов. і нам., з 1797 р. Київського пов. і губ.; ХІХ ст. - Стайківської волості Київського пов. Київської губ. зберігаються в ЦДІАК України. http://cdiak.archives.gov.ua/baza_geog_pok/church/stri_005.xml [Архівовано 21 грудня 2018 у Wayback Machine.]

## Школа кобзарного мистецтва
Стрітівська вища педагогічна школа кобзарного мистецтва була заснована у серпні 1989 року на базі восьмирічної загальноосвітньої школи. Організаційно спочатку школа була структурним підрозділом Богуславського педучилища, а з 1997 року стала окремим навчальним закладом І рівня акредитації. Це є єдина в Україні школа кобзарського мистецтва. Ініціаторами заснування школи були Заслужений артист України, кобзар Василь Литвин, письменники Борис Олійник та Олесь Бердник. Мета школи — відродження кобзарської традиції.
В ній за спеціальністю «Музична педагогіка і виховання» навчаються талановиті юнаки зі всіх регіонів. Навчання у школі триває 4 роки, випускники отримують кваліфікацію співаків-бандуристів, кобзарів та викладачів музики і кобзарського мистецтва. Директор школи Іванова Галина Михайлівна, серед викладачів кобзарі Василь Литвин та Володимир Кушпет. Крім мистецтва співу, акторської майстерності, гри на кобзі та бандурі у школі навчаються гри на лірі, сопілці, волинці.
Більшість вихованців школи є солістами у провідних мистецьких колективах Києва.
У липні 2018 року ЗМІ поширили інформацію про закриття школи. Педагогічно-учнівський колектив збирається опротестовувати це рішення державних органів., Причиною закриття є недобір учнів — заяви на вступ подали лише 2 учня. 16 липня 2018 року Міністерство культури України висловило свою офіційну позицію щодо підтримки подальшого функціонування цього унікального мистецько-навчального закладу.

## Фестиваль кобзарського мистецтва «Козацька ліра»
4 липня 2009 року в селі відбувся фестиваль кобзарського мистецтва «Козацька ліра». Унікальність заходу була у тому, що вперше в історії України на фестиваль з'їхалися 176 кобзарів з усієї України, зробивши його наймасовішим дійством в історії кобзарського мистецтва. А рекорд із одночасного виконання ними пісні «Реве та стогне Дніпр широкий» був зареєстрований «Книгою рекордів України».
Гості фестивалю мали змогу не тільки насолодитися майстерним виконанням на кобзах, але і взяти участь у народних гуляннях, ярмарку-майстерні, катанні на конях, милуватися купальським вогнищем, скуштувати національні страви та напої.
Вихованці та викладачі Стрітівської школи стали активними учасниками свята кобзарського мистецтва та продемонстрували свою майстерність під час великої концертної програми.

## Відомі люди
- Отаман Зелений, наприкінці листопада 1919& року помер у Стрітівці, поранений у бою з денікінцями.